# 1959年の近鉄バファロー
1959年の近鉄バファローでは、1959年の近鉄バファローの動向をまとめる。
この年の近鉄バファローは、千葉茂監督の1年目のシーズンである。

## 概要
チーム創設からチーム成績が低迷を続けていた近鉄は、前年まで巨人の2軍監督を務めていた千葉茂を監督に迎え入れて、チーム改革を図った。さらに弱小球団のイメージがついた「近鉄パールス」という球団名についても変更することになり、チーム名を公募した。公募の結果、千葉監督の現役時代の愛称「猛牛」を英語にした「バファロー」が最多となりこの年から球団名を「近鉄バファロー」に改称した。千葉新監督は巨人からコーチの平井三郎や内藤博文などの選手を多数入団させたが、鈴木武など生え抜き選手との軋轢を生じる結果となり、チームは4月から低迷。5月上旬に最下位に転落すると6月20日には千葉監督が病気のため休養、この年投手コーチに就任したばかりの林義一が指揮を執ったが、7月には2度の9連敗を喫するなど2勝19敗と大きく負け越し、林監督代行でも最下位から抜け出すことはできなかった。投手陣はこの年入団のグレン・ミケンズと西鉄から移籍2年目の大津守がチームを引っ張ったが、大津は打線の援護なく2桁勝利と2桁敗戦を共に記録し、それ以外にも蔦行雄と武智文雄が防御率3点台ながらも5勝17敗、2勝11敗と打線の援護に恵まれずチーム防御率もリーグ最下位の3.68を記録。打撃陣は小玉明利と関根潤三を除いて不振でチーム打率と本塁打がリーグ最下位に終わり、また守備でもスタメン野手6人が2桁失策を記録するなどリーグ最下位の163失策を記録した。

## チーム成績

### レギュラーシーズン
| 1 | 中 | 関森正治 |
| 2 | 遊 | 鈴木武   |
| 3 | 右 | 関根潤三 |
| 4 | 三 | 小玉明利 |
| 5 | 一 | 渡辺博之 |
| 6 | 二 | 内藤博文 |
| 7 | 捕 | 加藤昌利 |
| 8 | 左 | 五島道信 |
| 9 | 投 | 大津守   |

| 順位 | 4月終了時 | 4月終了時 | 5月終了時 | 5月終了時 | 6月終了時 | 6月終了時 | 7月終了時 | 7月終了時 | 8月終了時 | 8月終了時 | 9月終了時 | 9月終了時 | 最終成績 | 最終成績 |
| ---- | --------- | --------- | --------- | --------- | --------- | --------- | --------- | --------- | --------- | --------- | --------- | --------- | -------- | -------- |
| 1位  | 南海      | --        | 南海      | --        | 南海      | --        | 南海      | --        | 南海      | --        | 南海      | --        | 南海     | --       |
| 2位  | 西鉄      | 1.0       | 西鉄      | 3.5       | 大毎      | 7.0       | 大毎      | 5.0       | 大毎      | 3.0       | 大毎      | 8.0       | 大毎     | 6.0      |
| 3位  | 東映      | 2.5       | 東映      | 5.0       | 西鉄      | 7.5       | 東映      | 8.5       | 西鉄      | 12.0      | 西鉄      | 20.5      | 東映     | 21.0     |
| 4位  | 大毎      | 4.0       | 大毎      | 5.5       | 東映      | 9.5       | 西鉄      | 10.5      | 東映      | 15.0      | 東映      | 25.0      | 西鉄     | 22.0     |
| 5位  | 近鉄      | 8.0       | 阪急      | 11.0      | 阪急      | 20.5      | 阪急      | 29.5      | 阪急      | 35.5      | 阪急      | 38.5      | 阪急     | 40.0     |
| 6位  | 阪急      | 8.5       | 近鉄      | 17.0      | 近鉄      | 24.5      | 近鉄      | 36.5      | 近鉄      | 39.5      | 近鉄      | 49.0      | 近鉄     | 49.0     |

| 順位 | 球団               | 勝 | 敗 | 分 | 勝率 | 差   |
| 1位  | 南海ホークス       | 88 | 42 | 4  | .677 | 優勝 |
| 2位  | 毎日大映オリオンズ | 82 | 48 | 6  | .631 | 6.0  |
| 3位  | 東映フライヤーズ   | 67 | 63 | 5  | .515 | 21.0 |
| 4位  | 西鉄ライオンズ     | 66 | 64 | 14 | .508 | 22.0 |
| 5位  | 阪急ブレーブス     | 48 | 82 | 4  | .369 | 40.0 |
| 6位  | 近鉄バファロー     | 39 | 91 | 3  | .300 | 49.0 |

## オールスターゲーム1959
- ファン投票

該当者なし
- 監督推薦

小玉明利（内野手、3度目）
関根潤三（外野手、3度目）

## できごと
- 2月28日 - 前年限りで巨人を退団し、監督に就任した千葉茂の功績をねぎらい、監督門出を祝うため、「監督就任激励試合」が日生球場で開催、「10年選手制度」採用時では初の「引退試合」（近鉄では唯一）、千葉監督はコーチスボックスで指揮を担当した・対戦相手は巨人で、入団して間もない王貞治が8番・ライトでデビューした。純益は両球団で折半後、改めて千葉監督に贈られた。

## 表彰選手
| リーグ・リーダー |
| ---------------- |
| 受賞者なし       |

| ベストナイン |
| ------------ |
| 選出なし     |